# テーマパーク (ゲーム)
『テーマパーク』は、エレクトロニック・アーツから発売されている箱庭ゲーム型の経営シミュレーションゲームである。プレイヤーは遊園地のオーナーとなり、世界各地でテーマパークの経営を行う。
当項目では派生ソフトの『テーマアクアリウム』についても述べる。

## 開発の経緯
ゲームソフト『テーマパーク』が生まれたきっかけは、ブルフロッグ社長（当時）のピーター・モリニューが1991年に来日した際、東京ディズニーランドに行ったことだという。この時ピーターは「大きな空間にゴミが一つも落ちていない」ことや「お客さんが非常に機能的に動いている」ことに感動し、その仕組みを解析してゲームにすれば面白いのではないかと考えたことが『テーマパーク』のアイディアに繋がったのである。

## テーマパークシリーズ
- テーマパーク（1995年 Macintosh、PlayStation、他、2009年9月25日 ゲームアーカイブス(PlayStation Portable・PlayStation 3)）
- ぐーちょDEパーク テーマパークものがたり（1996年 PlayStation）
- 新テーマパーク（1997年 Windows PlayStation、セガサターン）
- テーマパークワールド（2000年3月16日 Windows、PlayStation）
- テーマパーク2001（2000年12月28日 PlayStation 2）
- （株）テーマパーク（2001年3月8日 Windows）
- テーマパークDS（2007年3月15日 ニンテンドーDS）

## 概要
最初は小さな公園からスタートする。自らの手によって設計、経営をこなし、やがて巨大なテーマパークに成長する。プレイヤーは経営者としてお化け屋敷やジェットコースターなどのアトラクションやコーヒーショップやレストランなどのショップの設置、スタッフの雇用などを細かく設定して開園する。遊びに来たお客さんが、楽しく安全な時間を過ごせるように、パーク経営に関する様々な仕事を行う。
ゲームとしての自由度は高く、どのようなパークを造ろうとプレイヤーの自由である。シリーズことにエンディングは用意されているが、特にこれと言ったプレイ目標も定められていない。
また、遊園地をテーマにした作品のみならず、病院編の『テーマホスピタル』、水族館編の『テーマアクアリウム』も発売されている。

## テーマパーク（初代）
『テーマパーク』（初代）は、エレクトロニック・アーツ・ビクターとブルフロッグの共同開発で製作された。1995年に、Mac、DOS/V、FM TOWNS、PC-98、3DO、SFC、SS、PSなど多数のプラットフォームで発売された。2009年9月24日にPS版がPlayStation Storeのゲームアーカイブスにおいてダウンロード販売をスタートしている。
なお、SFC版は大幅に内容が簡素化されており、「世界10ヶ国で様々な目標を達成する」内容となっている。画面表示やデザインなども大幅に異なる。

## 新テーマパーク
『新テーマパーク』は、前作『テーマパーク』の続編として、1997年にWindows、PlayStation、セガサターンで発売された。日本のみのリリース。
前作をベースに、アトラクション・ショップの追加、視点モードでのアトラクションムービーの追加、時間の流れ、四季、天候の変化、等の要素が追加された。グラフィックや操作性も向上した。
ちなみに、ゲームはスタンダードとシナリオの二つのモードがあり、スタンダードは1つの国を選んで無限にやる内容であるが、シナリオはさまざまな国での条件（○年以内に入場者○人突破、総資産○円以上など）を達成すれば次の国に行け、10カ国全ての国をクリアすればエンディングであるが、達成できなければゲームオーバーとなる。このゲームオーバーのムービーは、経営者がパークの塔から飛び降りるという強烈なバッドエンディングである。また、スタンダードモードでも資金がマイナスの状態が一定期間続くとゲームオーバーとなる。

## テーマパークワールド
『テーマパークワールド』は、2000年にPlayStation、Windowsで発売された。
アドバイザーに声がつき、初心者でも手軽にプレイできるようになった。

## テーマパーク2001
『テーマパーク2001』は、2000年12月28日にPlayStation 2で発売された。
上述の『テーマパークワールド』の次世代機版であり、ハードがPS2になったことで大幅にグラフィックが向上した。全てが3Dで描かれ、PS2ならではの要素も大幅に追加された。

## テーマパークDS
『テーマパークDS』は、2007年3月15日にニンテンドーDSで発売された。
シリーズとしては約6年ぶりの新作となる。12年前に発売された『テーマパーク』をベースに（実質は原点回帰）、ニンテンドーDSならではのタッチペンを使った操作、初心者でも安心のアドバイザー、などの要素が追加された。
タッチペンによる主な操作は以下の通りである。
- 購入などの決定が、チェックマークまたは○印
- 給料、仕入れ値の交渉
- スイーパー、メカニックの行動スピードアップ

初代にあったようなゲームオーバー時のバッドエンディングは無くなり、スタート画面へ戻るだけになった。
ファミ通クロスレビューでは7、7、7、7の28点。レビュアーは「アドバイザーのおかげで進め方がわかりやすい」「モードによって所持金を自由につぎ込めて楽しい」とした一方「問題解決に追われて余裕がない」「自由度はあまりない」「一方向しか画面を見れないのは作業し辛い」「過去作から大きな変化がない」「タッチの操作性は悪くないが間違って誤配置しやすい、複雑なコースは作り難い」とした。

## テーマアクアリウム
日本法人のエレクトロニックアーツ・スクウェア（当時）が企画した、タイトルの通り水族館の運営・経営を題材とした作品である。
1998年にPlayStationソフトとして発売され、2000年にはWindows 95/98の移植版も発売された。現在はPlayStation Storeにおいてダウンロード販売されている。
水族館の建物内の水槽のレイアウト決め、飼育生物（魚類・海獣）の入手、スタッフの雇用と教育、イルカの調教、設備メンテナンスなどに目を配り、円滑な水族館の経営を目指す。何か不祥事があれば評価が下がるばかりか飼育生物が衰弱して放流されてしまう。また、テーマパークの世界制覇に代わり、未完成の「魚類図鑑」に載っていない生物を入手することで図鑑を完成（コンプリート）させることを目標としている。日本を舞台にしているため、キャラクターは基本的に日本人であり、ユーモアとして日本近海ではごく稀にたこ焼きやたい焼きを水揚げすることができ、それらを珍魚として飼育展示することも可能になっている。
PS版はPocketStationにイルカに調教させるミニゲームをダウンロードする事が可能で、そのデータをロードさせることで反映することが出来る。PlayStation Store版はこの機能のみ使用不可である。